# Ahmed Ali (cầu thủ bóng đá, sinh 1988)
Ahmed Ali là một cầu thủ bóng đá người Ai Cập (sinh ở El-Mansourah ngày 8 tháng 8 năm 1988) hiện tại thi đấu cho câu lạc bộ tại Giải bóng đá ngoại hạng Ai Cập Misr El-Makasa ở vị trí hậu vệ.

## Sự nghiệp
Ali bắt đầu sự nghiệp tại câu lạc bộ địa phương El-Mansourah và có màn ra mắt lúc 17 tuổi, thi đấu ở vị trí hậu vệ phải, tiền vệ phải và cũng là tiền vệ chạy cánh phải. Mùa hè năm 2008 Ali gia nhập đội bóng CairoAl-Ahly.